# Pjongjang
Pjongjang je prestolnica Severne Koreje in največje mesto v državi. Po preliminarnih rezultatih popisa iz leta 2008 ima 3.255.388 prebivalcev. Leži ob reki Taedong v jugozahodnem delu Severne Koreje.
Administrativno je pod neposredno upravo severnokorejske vlade, s čimer ima enak status kot province. Razdeljen je na 19 okrajev (guyŏk) in štiri okrožja (kun).
Starodavno mesto je bilo v korejski vojni močno poškodovano. Po vojni je bilo s pomočjo Sovjetske zveze povsem prenovljeno, s širokimi avenijami in monolitskimi stavbami ter spomeniki v socialističnem slogu. Najvišja zgradba je nedokončani hotel Rjugjong, visok 330 m. Pjongjang ima podzemno železnico z dvema javnima progama v skupni dolžini 22,5 km in omrežje linij trolejbusov ter tramvajev na površini.

## Pobratena mesta
| - Alžir, Alžirija - Bagdad, Irak - Čiang Mai, Tajska - Dubaj, ZAE | - Džakarta, Indonezija - Katmandu, Nepal - Moskva, Rusija - Tjandžin, Kitajska |